# Meer niet minder
Meer niet minder is een lied van de Nederlandse TikTokker Schoppenvier. Het werd in 2023 als single uitgebracht.

## Achtergrond
Meer niet minder is geschreven door Ruben Engel en Stach Muller en geproduceerd door Ruben Engel. Het is een nummer dat past in het genre nederhop. In het lied imiteert Schoppenvier Geert Wilders, iets wat de TikTokker vaker doet in zijn video's. De influencer plaatste op 13 november 2023 een video op zijn TikTok waarin een deel van het lied te horen is. Het nummer ging vervolgens viraal op dat mediaplatform en er werd door fans gevraagd of het lied kon worden afgemaakt en op Spotify geplaatst kon worden. Dit gebeurde een maand later en het nummer werd vervolgens een bescheiden hit.

## Hitnoteringen
De influencer had succes met het lied in de hitlijsten van Nederland. Het stond op de 69e plaats van de Nederlandse Single Top 100 in de enige week dat het in deze hitlijst stond. Er was geen notering in de Nederlandse Top 40; het kwam hier tot de 26e positie van de Tipparade. 